# カーディフ損害保険
カーディフ損害保険株式会社は、ヨーロッパ有数の金融グループ、BNPパリバの保険事業部門であるBNPパリバ・カーディフ傘下の損害保険会社。2018年3月までは、フランス法人・カーディフ損害保険会社（カーディフ・アシュアランス・リスク・ディヴェール）の日本支社にて営業を行っていた。

## 概要
2000年（平成12年）4月に日本支店を開設して以来、主に銀行をパートナーとした「バンカシュアランス」を行っており、就業不能信用費用保険および失業信用費用保険を主力商品としている。
BNPパリバ・カーディフは、世界36カ国で保険事業を展開しており、アジアでは日本、韓国、台湾、タイ、ベトナムで保険事業を展開している。日本では、カーディフ損害保険株式会社の他に、カーディフ生命保険株式会社も銀行をパートナーとした「バンカシュアランス」を行っている。

### 沿革
- 2000年（平成12年）
  - 4月 - カーディフ・アシュアランス・リスク・ディヴェール日本支店を開設
  - 5月 - 営業開始
  - 6月 - 地方銀行を契約者として最初の就業不能信用費用保険、失業信用費用保険の契約締結
- 2004年（平成16年）7月 - 悪性新生物診断給付金特約付就業不能信用費用保険の取扱開始
- 2005年（平成17年）10月 - 急性心筋梗塞診断給付金特約、脳卒中診断給付金特約付就業不能信用費用保険の取扱開始
- 2006年（平成18年）
  - 6月 - 傷害保険の取扱開始
  - 8月 - 重度慢性疾患のみ保障特約、債務繰上返済支援特約付就業不能信用費用保険の取扱開始
- 2010年（平成22年）7月 - 金融機関の預金額に保険金が連動する預金付帯のガン保険を取扱開始
- 2011年（平成23年）12月 - 就業不能信用費用保険の特約として悪性新生物診断給付金（配偶者・女性用）を取扱開始
- 2017年（平成29年）7月 - カーディフ損害準備株式会社（現・カーディフ損害保険）を設立
- 2018年（平成30年）4月 - カーディフ・アシュアランス・リスク・ディヴェール日本支店からカーディフ損害保険株式会社へ保険契約を移転

### 関連会社
- BNPパリバグループ（本社）
- BNPパリバ・カーディフ（本社）
- BNPパリバグループ（日本）
- BNPパリバ証券株式会社
- BNPパリバ銀行 東京支店
- BNPパリバ インベストメント・パートナーズ株式会社
- カーディフ生命保険株式会社

## 取扱商品
- 就業不能信用費用保険
- 失業信用費用保険
- ガン保険
- 重度慢性疾患保険
- 就業不能生活サポート保険